# Francis Nosworthy
El tinent general Sir Francis Poitiers Nosworthy, KCB, DSO & Barra, MC & Barra (21 de setembre de 1887 - 9 de juliol de 1971) va ser un oficial de l'exèrcit britànic que va servir com a comandant en cap del comandament de l'Àfrica Occidental durant la Segona Guerra Mundial.

## Carrera militar
Educat a l'escola d'Exeter i a la Reial Acadèmia Militar, Woolwich, Nosworthy va ser destinat als Royal Engineers el 1907. Va participar en l'expedició Abor i Mishmi a l'Índia el 1912 i va servir a la Primera Guerra Mundial com a oficial d'estat major. a França. Després de participar en la Tercera Guerra Anglo-afganesa el 1919, va assistir al Col·legi d'Estat Major, Quetta de 1919 a 1920, i va ser nomenat segon al comandament de la Força de Defensa del Sudan el 1926, seguit de l'assistència a l'Imperial Defense College el 1931, va comandar la 5a Brigada d'Infanteria al comandament d'Aldershot el 1935 i es va convertir en cap adjunt de l'estat major general a la seu de l'exèrcit a l'Índia el 1938.
Nosworthy va servir a la Segona Guerra Mundial convertint-se en el comandant (GOC) del IV Cos des del maig de 1940, rebent una promoció a tinent general. Després que la campanya de Noruega acabés, el cos comandà la majoria de les reserves blindades preparant-se per fer front a la proposta d'invasió alemanya de Gran Bretanya (Operació Lleó Marí), mentre que els altres quarters generals del cos que havien estat evacuats de Dunkerque a l'Operació Dinamo es van reorganitzar. Sota el comandament de Nosworthy, el IV Cos es va plantejar com una força de contraatac. Va continuar com a GOC del IX Cos a Tunísia des de 1942 i com a comandant en cap del comandament de l'Àfrica Occidental des de 1943. Es va retirar el febrer de 1945.

## Historial militar
- Tinent Coronel – 28-07-1932
- Coronel – 22-09-1932, antiguitat 01/01/1925
- Brigadier - 04-13-04-1935 (temporal)
- Major General - 12-10-1937
- Tinent General - 08-06-1940 (en funcions: 31-05-1940; antiguitat del 12-07-1938)[5]

## Condecoracions
- Cavaller Comandant de l'orde del Bany
- Orde del Servei Distingit amb Barra
- Creu Militar & Barra
- Estrella de 1914-15
- Medalla Britànica de la Guerra 1914-20
- Medalla de la Victòria de 1914-1918 amb Menció als Despatxos
- Medalla del Servei General a l'Índia (1909)
- Estrella de 1939-45
- Estrella d'Àfrica
- Medalla de la Guerra 1939-1945
- Creu de Guerra 1914-1918 amb palma (França)